# Kentucky Woman
Kentucky Woman è un brano musicale del 1967 scritto e interpretato dal cantautore statunitense Neil Diamond. 
Nel 1968 il brano è stato interpretato e pubblicato come cover dal gruppo britannico Deep Purple e dal cantante statunitense Waylon Jennings che ne ha inserito una sua versione nell'album Only the Greatest.

## Tracce

### Versione di Neil Diamond
1. Kentucky Woman
2. The Time Is Now

### Versione dei Deep Purple
1. Kentucky Woman
2. Wring That Neck